# Cực đại băng hà cuối cùng

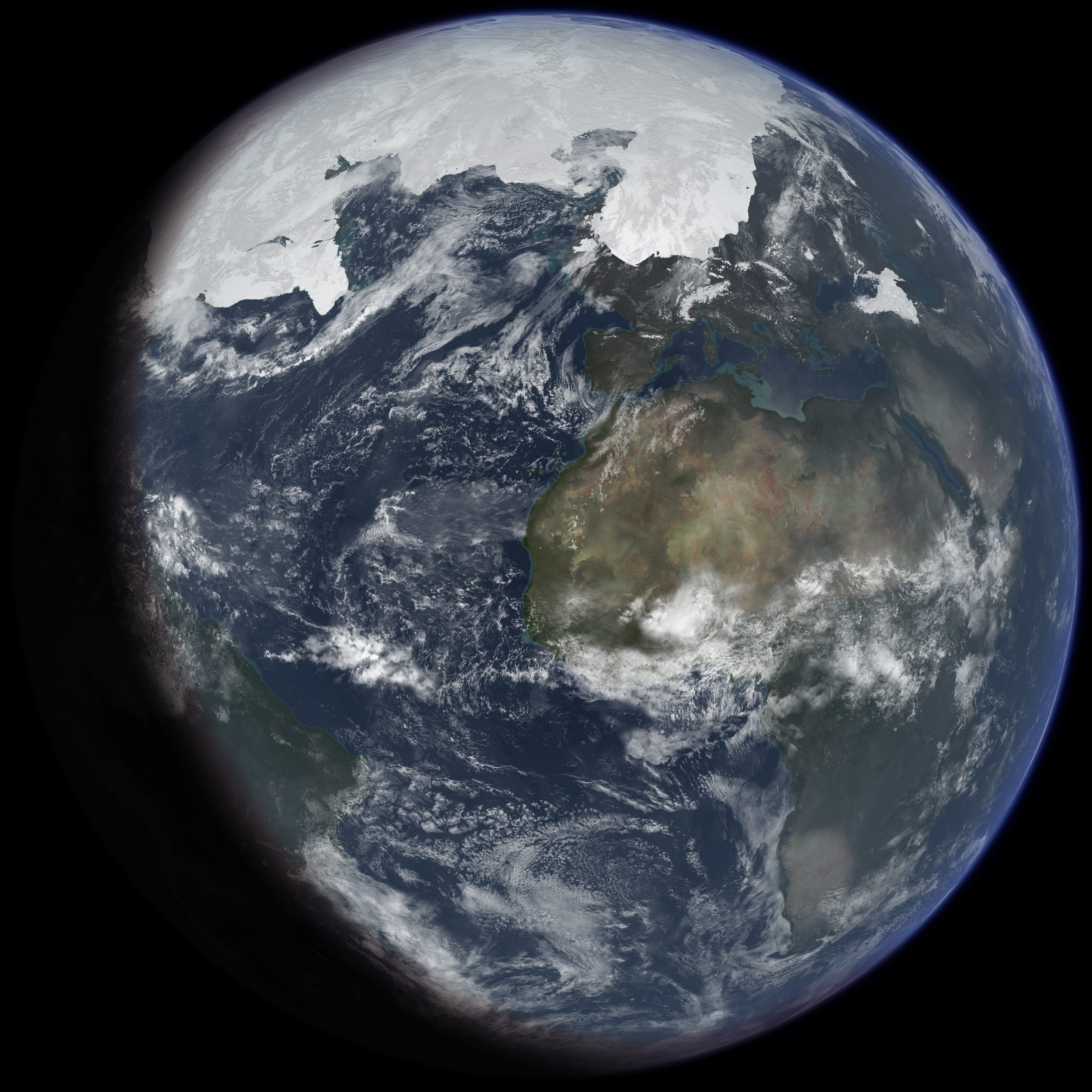
Biểu diễn cực đại băng hà của thời kỳ băng hà cuối cùng

Cực đại Băng hà cuối cùng, viết tắt tiếng Anh là LGM (Last Glacial Maximum) là kỳ cuối cùng trong thời kỳ băng hà cuối cùng trong lịch sử khí hậu Trái Đất, khi các dải băng đã mở rộng tới lớn nhất. Sự phát triển của các tảng băng đạt vị trí cực đại của chúng vào khoảng 26,5 Ka BP (Mega/Kilo annum before present: triệu/ngàn năm trước). Sự thoái lui bắt đầu ở Bán cầu Bắc ở khoảng 20 Ka BP và ở Nam Cực khoảng 14,5 Ka BP, điều này phù hợp với bằng chứng rằng đây là nguồn chính cho sự gia tăng đột ngột mực nước biển khoảng 14,5 Ka BP .
Các nguồn tham khảo ở Anh Quốc gọi LGM là Dimensional Stadial, kéo dài từ 31 đến 16 Ka BP.
Vào thời kỳ băng hà cực đại những tảng băng lớn bao phủ phần lớn Bắc Mỹ, Bắc Âu và Châu Á. Các tảng băng ảnh hưởng sâu sắc đến khí hậu Trái Đất, dẫn đến mực nước biển giảm đáng kể, và gây ra hạn hán và sa mạc hóa . Tiếp theo băng hà cực đại là băng hà muộn (Late Glacial), với khí hậu ấm lên và băng tan, nước biển dâng.

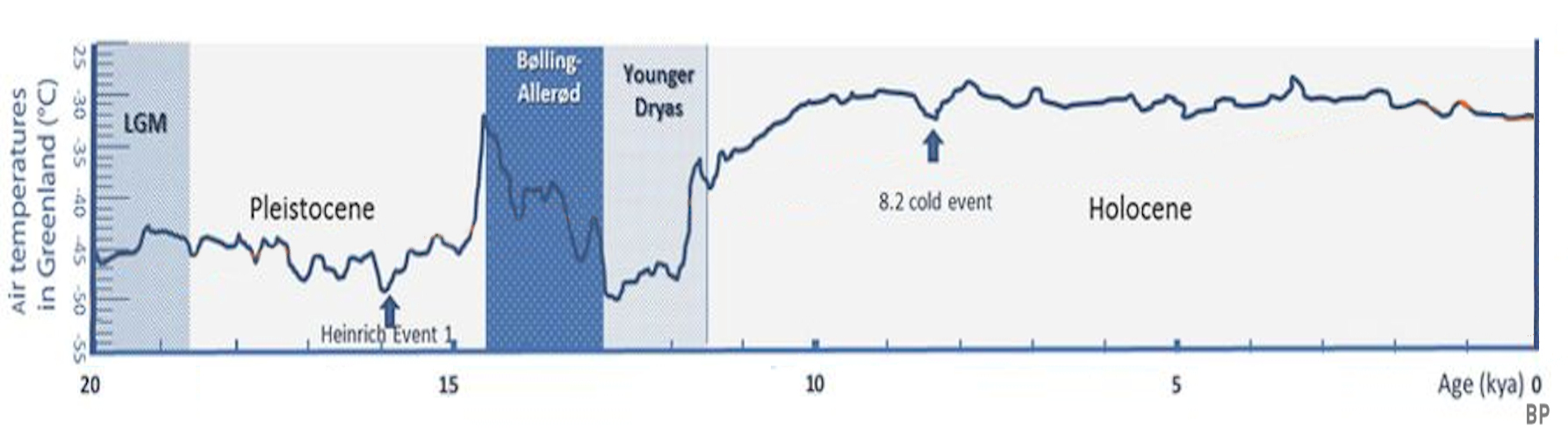
Biến đổi nhiệt độ trong thời kỳ hậu băng hà theo lõi băng Greenland.

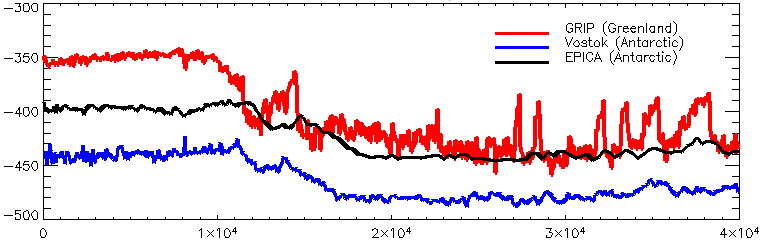
Proxy nhiệt độ trong 40 Ka đã qua

## Tác động tới địa lý
Vào thời kỳ băng hà cực đại mực nước biển hạ thấp, lúc cao nhất là 150 m và thường ở mức 120 m. Khi đó nhiều vùng thềm lục địa hiện nay lộ ra là đất liền.
Tại Đông Nam Á thềm Sunda nối liền các vùng bán đảo Malay, Sumatra, Borneo, Java, Madura, Bali và các đảo nhỏ xung quanh vào đất liền, có tổng diện tích khoảng 1,85 triệu km². Vùng đất liền nhau này được đánh dấu bằng "đường Wallace", phân tách bởi biển với vùng chuyển tiếp giữa châu Á và Australia. Người tiền sử đã chiếm cứ các vùng đất này, còn các loài thú như voi, hổ báo, lợn, trâu bò... di chuyển từ đất liền sang các đảo liền kề.
Tại đông bắc châu Á cầu nối đất liền Beringia tái xuất hiện, dẫn đến di cư qua lại của các dòng người giữa đông bắc Á và châu Mỹ.

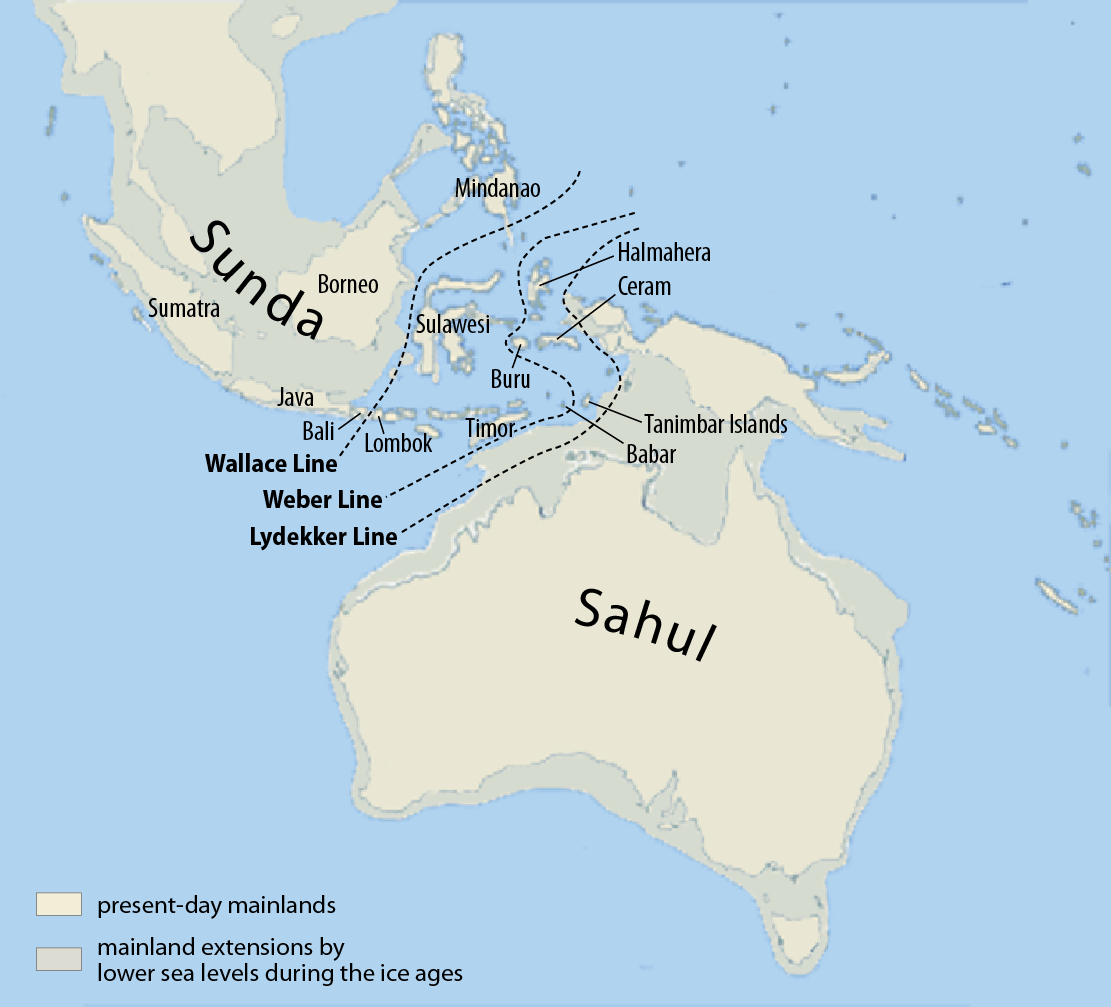
Thềm Sunda và thềm Sahul
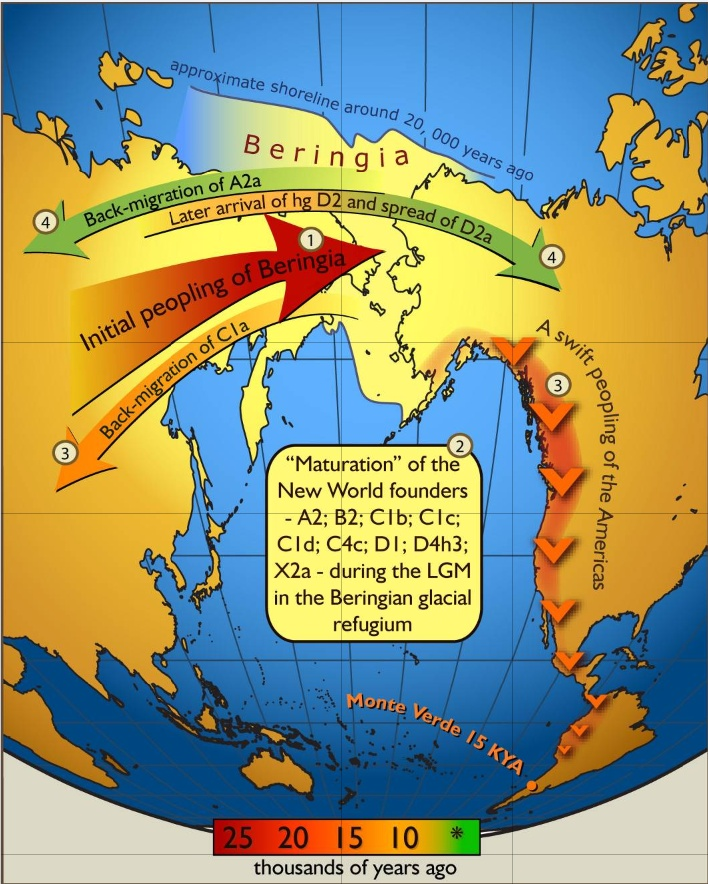
Dòng gen di chuyển qua Beringia